# Amrita Arora
Amrita Arora (Bombay; 31 de enero de 1978) es una actriz, modelo y presentadora de televisión india.

## Carrera
Arora hizo su debut en Bollywood en 2002 junto a Fardeen Khan en la película Kitne Door Kitne Paas, que no tuvo éxito en la taquilla. Su primera película exitosa fue la comedia de acción Awara Paagal Deewana. Siguieron una serie de fracasos, entre ellos la polémica Girlfriend (2004), sobre una relación lésbica, en la que apareció junto a Isha Koppikar.
En 2007 hizo una aparición especial en la película de Farah Khan, Om Shanti Om en la canción "Deewangi Deewangi" con su hermana Malaika Arora y cuñado Arbaaz Khan. En el mismo año apareció en Speed and Red: The Dark Side, también protagonizada por Aftab Shivdasani y Celina Jaitley. En 2009 sus lanzamientos fueron Deha y Team the Force. El mismo año apareció en un papel secundario en Kambakkht Ishq, producida por Sajid Nadiadwala.

## Filmografía

### Cine
| Año  | Película                  | Rol                      | Notas                       |
| ---- | ------------------------- | ------------------------ | --------------------------- |
| 2002 | Kitne Door Kitne Paas     | Karishma Patel           |                             |
| 2002 | Awara Paagal Deewana      | Mona                     |                             |
| 2003 | Ek Aur Ek Gyarah          | Preeti                   |                             |
| 2003 | Zameen                    | Singer/Dancer            | Canción "Dilli Ki Sardi"    |
| 2004 | Shart: The Challenge      | Saryu                    |                             |
| 2004 | Girlfriend                | Sapna                    |                             |
| 2004 | Mujhse Shaadi Karogi      | Roma                     | Cameo                       |
| 2004 | Rakht                     | Natasha Bahadur Singh    |                             |
| 2006 | Deha                      | Rini Sinha/Rini M. Desai |                             |
| 2006 | Fight Club - Members Only | Shonali Malhotra         |                             |
| 2007 | Red: The Dark Side        | Ria Malhotra             |                             |
| 2007 | Heyy Babyy                | Ella misma               | Canción "Heyy Babyy"        |
| 2007 | Speed                     | Sameera Mehra            | Aparición especial          |
| 2007 | Om Shanti Om              | Ella misma               | Canción "Deewangi Deewangi" |
| 2007 | Raakh                     | Nalini                   |                             |
| 2008 | Rama Rama Kya Hai Dramaaa | Khushi Bhatia            |                             |
| 2008 | Hello                     | Radhika Jha              |                             |
| 2008 | Heroes                    | Priya                    | Cameo                       |
| 2008 | Golmaal Returns           | Esha Santoshi            |                             |
| 2009 | Kambakkht Ishq            | Kamini Sandu             |                             |
| 2009 | Team – The Force          | Riya                     |                             |
| 2009 | Ek Tho Chance             | Nishi                    |                             |